# 299897 Skipitis
299897 Skipitis è un asteroide della fascia principale. Scoperto nel 2006, presenta un'orbita caratterizzata da un semiasse maggiore pari a 3,0879818 au e da un'eccentricità di 0,1705005, inclinata di 3,87251° rispetto all'eclittica.